# Sanna Valkonen
Sanna Margit Valkonen (ur. 12 grudnia 1977 w Hyvinkää), fińska futbolistka, zawodniczka szwedzkiego klubu Umeå IK i kapitan reprezentacji Finlandii, półfinalistka Mistrzostw Europy 2005.